# اوتا سوکه‌ماسا

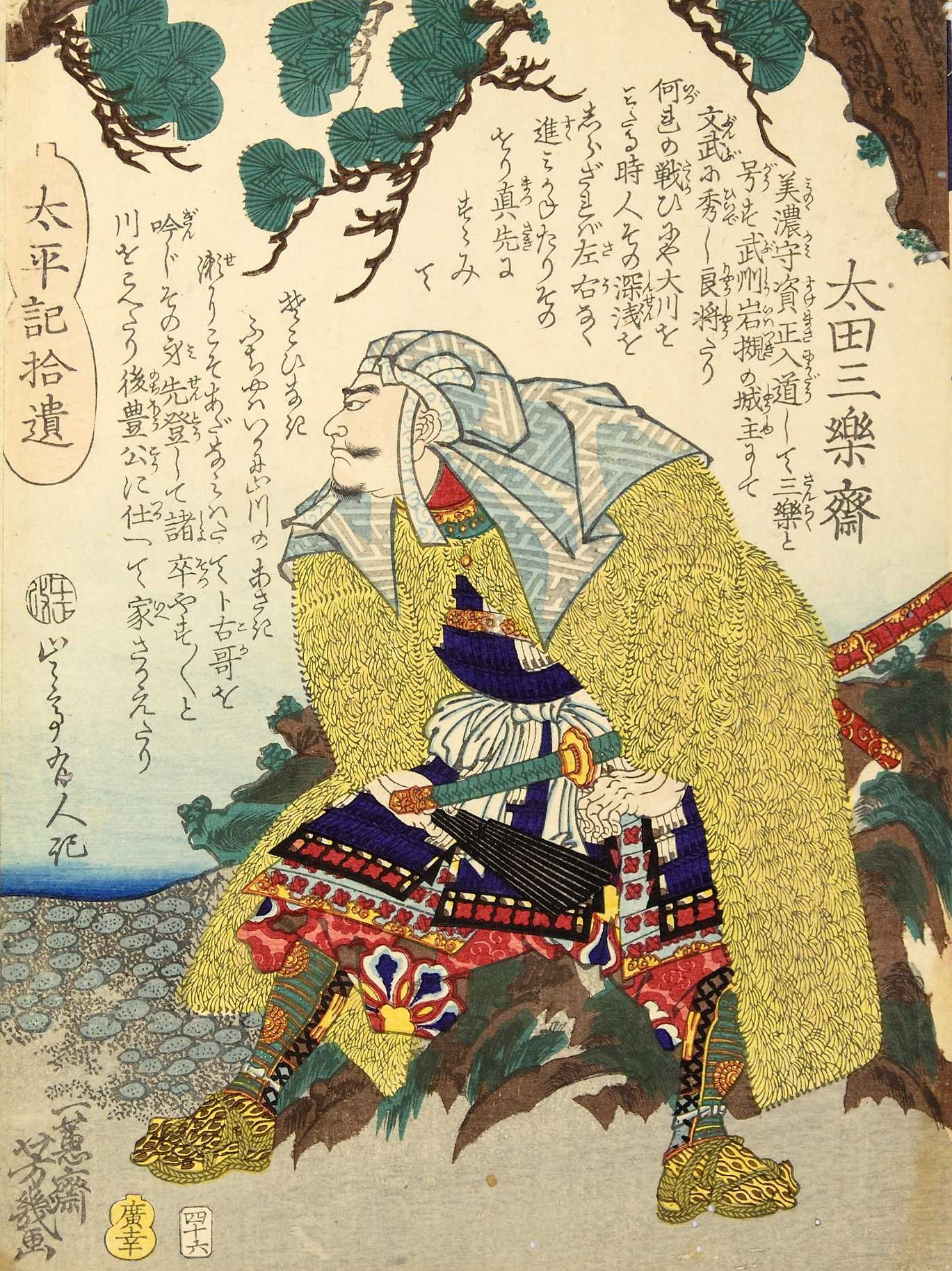

اوتا سوکه‌ماسا (به ژاپنی: 太田 資正 おおた すけまさ); (تولد ۱۵۲۲ – مرگ ۲۵ اکتبر ۱۵۹۱) یک سامورایی از خاندان اوتا پسر اوتا سوکه‌یوری در دوره سنگوکو در ژاپن بود.